# 三田市立ひまわり特別支援学校
三田市立ひまわり特別支援学校（さんだしりつ ひまわりとくべつしえんがっこう）は、兵庫県三田市にある公立特別支援学校である。
唯一の市立養護学校（特別支援学校）であるため特別支援教育に係るセンター校としての役割も担っている。

## 沿革
三田市在住の肢体不自由の児童生徒を対象とし、普通校と併設することで日常的な交流及び共同学習を実施することのできる新しい形の特別支援学校として開校した。
三田市の特別支援教育は、1974年（昭和49年）に三輪小学校に養護学級を開設したことに始まる。その後三田市は県内他市のような市立養護学校の設立には動かず、普通校に特別支援教育のセンター校を担わせる方法で対応してきた。三輪小・八景中が当初センター校を担い、2007年からは富士小、2010年からは富士中が担ってきた。特別支援教育へのニーズの高まり・多様化を受けて独立校として整備されたのが本校である。一方、共生の理念は独立後も堅持し続けるため、新設にあたっては独立校地を構えるのでなく普通校に併設する形がとられた。独立校とすることで県費による教員確保という狙いもあった。
- 2015年（平成27年）4月1日 - 三田市立ひまわり特別支援学校開設。
- 2015年（平成27年）4月7日 - 開校式及び第1回入学式を挙行。

## 学部
- 小学部
- 中学部
- 高等部

小学部は三田市立富士小学校に、中学部・高等部は三田市立富士中学校にそれぞれ併設されている。富士小・中でもひまわり特別支援学校との連携を謳っている。

## アクセス
- 神戸電鉄公園都市線フラワータウン駅下車。
  - 小学部は幹線道路沿いに徒歩14分。
  - 中学部・高等部は駅から神姫バスに乗車、「富士が丘3丁目」バス停下車。